# Vladimír Matoušek
Vladimír Matoušek (* 22. května 1956 Brno) je český sochař a řezbář.

## Život a dílo
Vystudoval Střední průmyslovou školu chemickou v Brně a Lidovou školu umění v Brně, kde ho vedl malíř Petr Skácel (v letech 1973–1976). V 70. a 80. letech se zabýval zejména restaurováním gotických a barokních soch, od 90. let 20. století pak především původní autorské tvorbě.
V roce 1983 se účastnil prvního ročníku sochařského sympozia na Brněnské přehradě Brněnský plenér s dvěma díly Vzpomínka na Lennona a Mistra a Markétka. 
Během roku 1989 se jako předseda místní organizace Českého svazu ochránců přírody z brněnské Kamenné kolonie podílel na aktivitách Brněnského fóra, které tehdy dokázalo propojit disent a s ním sympatizující obyvatele (z tzv. šedé zóny) s představiteli tehdejších oficiálních struktur.
Řezbářsky se podílel na novém řešení interiéru kostela v Brně-Komárově, které bylo dokončeno v roce 2004. 
V rámci oslav 1150. výročí příchodu sv. Cyrila a Metoděje na Velkou Moravu byl brněnským biskupstvím vybrán jako hlavní autor (spolu s Radimem Horákem) svatých Cyrila a Metoděje, které bylo instalováno 6. června 2013 u katedrály sv. Petra a Pavla v Brně na Petrově. Při této příležitosti mu brněnský biskup Vojtěch Cikrle předal medaili sv. Cyrila a Metoděje.
Od listopadu 2019 jsou jeho díla představena v nově otevřené Galerii Diecézního muzea s prodejní výstavou současného křesťanského umění v Brně na Petrově.

## Samostatné výstavy (výběr)
- 1988 – Hradec Králové
- 1990 – Brno, 1995 – Gent, Belgie
- 1996 – Mníšek pod Brdy ▪ Brno
- 1997 – Petrohrad, Rusko ▪ Brno ▪ Jaroměřice nad Rokytnou ▪ Milonice ▪ Galerie Kaplička – Hodonín ▪ Boskovice
- 2003 – Berlín (Německo)
- 2004 – Katedrála na Petrově, Brno

## Realizace (výběr)
- Vstupní vrata farního kostela ve Vrbici
- Nová úprava kostela v Nemoticích
- Nová úprava kaple v Kroměříži
- Hlavní oltář, corpus a křížová cesta kostela ve Zlechově
- Fontána Pocta Trojici, Hasselt, Belgie
- Fontány v České pojišťovně a Nemocnici Milosrdných bratří v Brně
- plastika Gemini, hotel Augustine, Praha
- Památník Velké Moravy, Strachotín
- Památník sv. Cyrila a Metoděje, Brno [7]